# Schmand

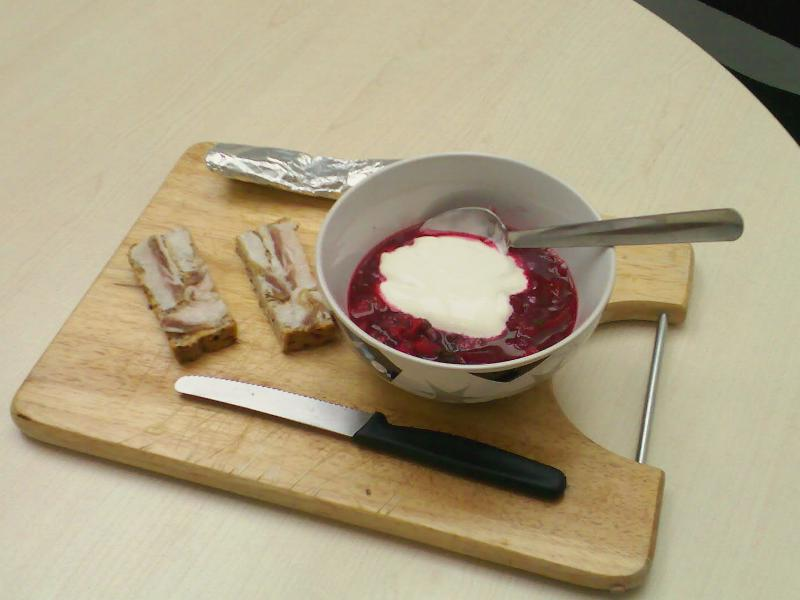
Borschtsch mit Speckbrot und Schmand

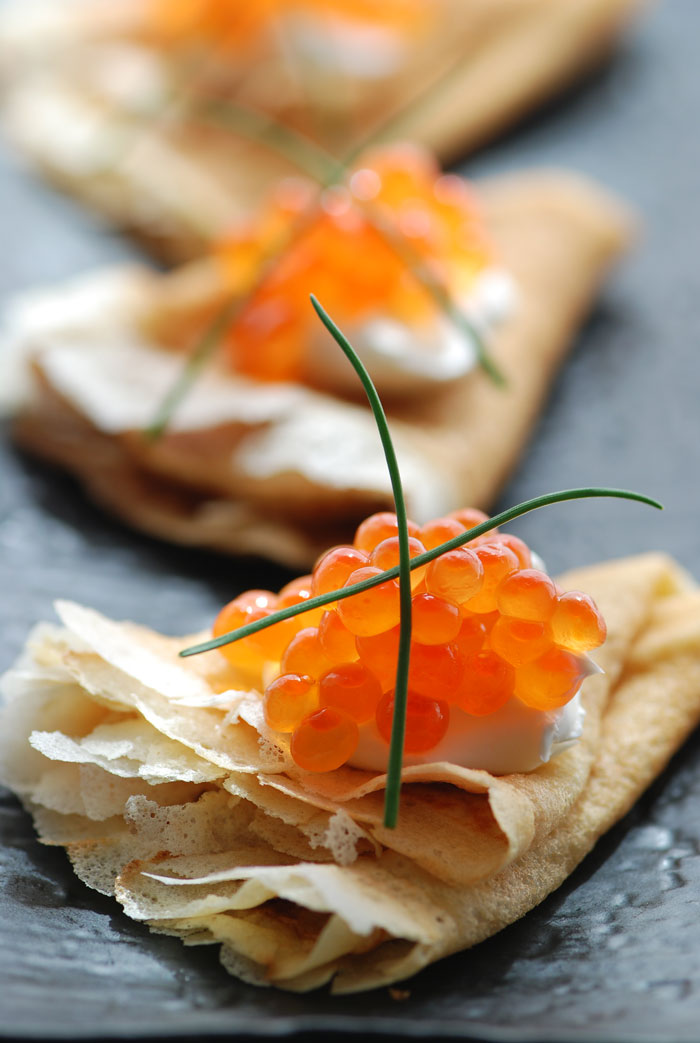
Bliny mit Schmand und rotem Kaviar

Schmand, auch Schmant oder Schmetten, ist ein stichfestes Milchprodukt aus Sahne – es handelt sich um saure Sahne mit erhöhtem Fettanteil von mindestens 20 %. In der Schweiz, Österreich und Südtirol ist Schmand unbekannt; das am ehesten entsprechende Produkt ist Sauerhalbrahm mit standardmäßig 15 % Fett, und Sauerrahm mit 35 % Fett (Synonym für „saure Sahne“).
In einigen Regionen steht „Schmand“ auch für süße Kaffeesahne.

## Lebensmittelrecht
Schmand wird auch als saure Sahne oder Sauerrahm mit 20–29 % Fett angeboten, in russischen Supermärkten nicht stichfest, sondern cremig und oft mit einem Fettgehalt von 20 %, 30 % und 42 %.
Diese Variante des Schmands ähnelt eher einer Crème fraîche.
Dem Schmand dürfen nach deutschem Lebensmittelrecht Stabilisatoren und Verdickungsmittel zugesetzt werden.

## Herstellung
Schmand wird durch Gärung der Sahne nach Zugabe verschiedener mesophiler Milchsäurebakterien (Lactococcus lactis, Lactococcus lactis subsp. cremoris, Ln. cremoris und Lc. diacetylactis) hergestellt. Die Bakterien erzeugen dabei Milchsäure, die wiederum die Sahne sauer macht und gleichzeitig verdickt.

## Verwendung
In der Küche wird Schmand zur Anreicherung und zum Eindicken von Suppen und Saucen sowie zur Dessertzubereitung verwendet (Schmandkuchen). Schmand kann auch zum Garnieren oder einfach als Beigabe zu den verschiedenen Gerichten gereicht werden. Hauptsächlich in Thüringen, Hessen und Südniedersachsen wird aus Schmand Schmandkuchen hergestellt. Er besteht aus Hefeteig und einem Belag aus Früchten oder Quark, der wiederum von einer Schicht Schmand, Pudding oder Brei bedeckt sein kann. Die Rezepte unterscheiden sich von Dorf zu Dorf und werden oft von Generation zu Generation weitergegeben. Schmand kann auch als Tomatensaucenersatz auf Pizzen verwendet werden, oftmals wird er in Kombination mit Lachs serviert.

## Etymologie und Rechtschreibung
Das Wort Schmetten ist mit dem gotischen germanischen Wort smeitan (streichen, schmieren, idg. smei) verwandt und besteht im tschechischen als smetana für „Milchrahm“, vergleiche auch russisch сметана (smetana) und polnisch śmietana, und die slawischen Verbwurzel sъmetati für „verschleudern“ her, was auf die Gewinnung der Rahmschicht aus der Milch Bezug nimmt.
Die Bezeichnung Schmetten bildet auch den Ursprung des Wortes Schmetterling, da diesem früher die Zuneigung zu Milchprodukten nachgesagt wurde (vergleiche auch englisch butterfly oder landschaftlich Molkendieb).
Das Wort Schmand/Schmant stammt – wenn nicht von Schmetten abgeleitet – wohl von mittelniederdeutsch smand, das – wie auch englisch smooth – westgermanisch *smanþi für „weich“ fortsetzt.
In der Praxis wird seit langem fast ausschließlich die Schreibung Schmand verwendet. Der Duden der deutschen Rechtschreibung nahm sie jedoch erst in der 21. Auflage (1996) als Alternative zu Schmant auf. Danach fehlte bis zum Erscheinen der 25. Auflage im Jahr 2009 die Variante auf -d erneut.